# Rhegmatorhina cristata
El hormiguero cresticastaño u hormiguero colorado (en Colombia) (Rhegmatorhina cristata), también denominado hormiguero de cresta castaña, es una especie de ave paseriforme de la familia Thamnophilidae perteneciente al género Rhegmatorhina. Es nativo del noroeste de la cuenca amazónica en Sudamérica.

## Distribución y hábitat
Se distribuye en el sureste de Colombia (Vaupés, este de Caquetá, norte de Amazonas) y adyacente oeste de Brasil (hacia el este a lo largo del río Uaupés y hacia el sur, a occidente del río Negro, hasta Jaú y bajo río Japurá).
Esta especie es poco común en su hábitat natural: el sotobosque de selvas húmedas de terra firme, de baja altitud, por debajo de los 350 m s. n. m.

## Sistemática

### Descripción original
La especie R. cristata fue descrita por primera vez por el ornitólogo austríaco August von Pelzeln en 1868 bajo el nombre científico «Pithys cristata»; la localidad tipo es: «Rio Uaupés, Amazonas, Brasil.»

### Etimología
El nombre genérico femenino «Rhegmatorhina» deriva del griego «rhēgma, rhēgmatos»: fisura, y «rhinos»: pico; significando «con fisura en el pico»; y el nombre de la especie «cristata», del latín «cristatus»: crestado.

### Taxonomía
Es monotípica.